# Eerste van der Helststraat 1 D-G
Het pand Eerste van der Helststraat 1 D-G is een gebouw aan de Eerste van der Helststraat in De Pijp te Amsterdam-Zuid.
Het gebouw is neergezet in opdracht van Hendrik Walker, die een paardenbedrijf had. Hij was eerst gevestigd aan Beerebijt, een plaats aan de Amstel. Hij moest daar vertrekken en kwam hier terecht aan wat toen nog de Van der Helststraat 1 was. Aan de nummering zou men kunnen aflezen dat dit het eerste gebouw was aan de straat. Dat is echter onjuist. Aan de Stadhouderskade 80 was een metaalbewerkingsbedrijf gevestigd, dat een blinde muur aan de Van der Helsstraat had. Vervolgens is er de zijstraat Tweede Jacob van Campenstraat, toen nog Jacob van Campenstraat. Het hoekpand had echter een ingang aan die straat. Het gebouw van Hendrik Walker was toen dus het eerste gebouw met een ingang aan de Van der Helststraat. In 1931 brandde het metaalbewerkingsbedrijf af, waarbij ook het gedeelte aan de Jacob van Campenstraat verloren ging. De gemeente kwam bij herbouw vervolgens in de knoei met de nummering. In 2018 is deze als volgt:
- Eerste van de Helststraat 1 A6 tot en met 1 A30 zijn bovenwoningen van het gebouw Stadhouderskade 80, dan in gebruik bij brouwer Heineken;
- Eerste van der Helststraat 1 C, betreffen de woningen boven het winkelpand in het complex Tweede Jacob van Campenstraat 2-86
- Eerste van der Helststraat 1 D-G; woningen.

Hendrik Walker bewoonde een van de bovenwoningen D-G en hield zijn paardenbedrijf met stallen, manege en koetshuis op de begane grond. De bedrijfsruimte was in de gevel te herkennen aan de openslaande deuren. Het gebouw is opgetrokken in een ontwerp van de architecten Willem Hamer jr. en Pieter Johannes Hamer. Zij ontwierpen meer gebouwen De Pijp in de toen gangbare eclectische bouwstijl. Een aantal van die gebouwen kwam een eeuw later terecht op de lijst van gemeentemonumenten. Dit gebouw kwam daar niet op, wellicht als gevolg van het feit dat de klapdeuren uit het begin, toen reeds vervangen waren door rolluiken. De voorgevel is rijk versierd met pilasters op de begane grond en guirlandes aan de dakrand. Daarboven staat nog een houten dakkapel.
Firma Henrik Walker, van Johan H. Walker, verhuisde al vrij snel verder aan de plaats aan de Jan Steenstraat. Hij deed het pand over aan de heer K.F. Erkenbrecher, destijds baas van de Fransche Manege in de Nieuwe Kerkstraat, die eerst in 1881 zou sluiten maar werd opengehouden tot 1888. Het gebouw kwam in 1891 in handen van Zonwering- en Glazenwassersbedrijf Heineken van A.G. Heineken, neef van Gerard Adriaan Heineken, de oprichter van de Heineken Brouwerij. Hij had die ruimte nodig voor zijn met paard aangedreven eerste hoogwerker van Nederland, te gebruiken voor reiniging van ramen van hoge gebouwen. Dit bedrijf dat eerst een grote expansie kende, ging in 1982 failliet. Sindsdien dient de begane grond van het gebouw als opslagruimte.